# Milan Hodža

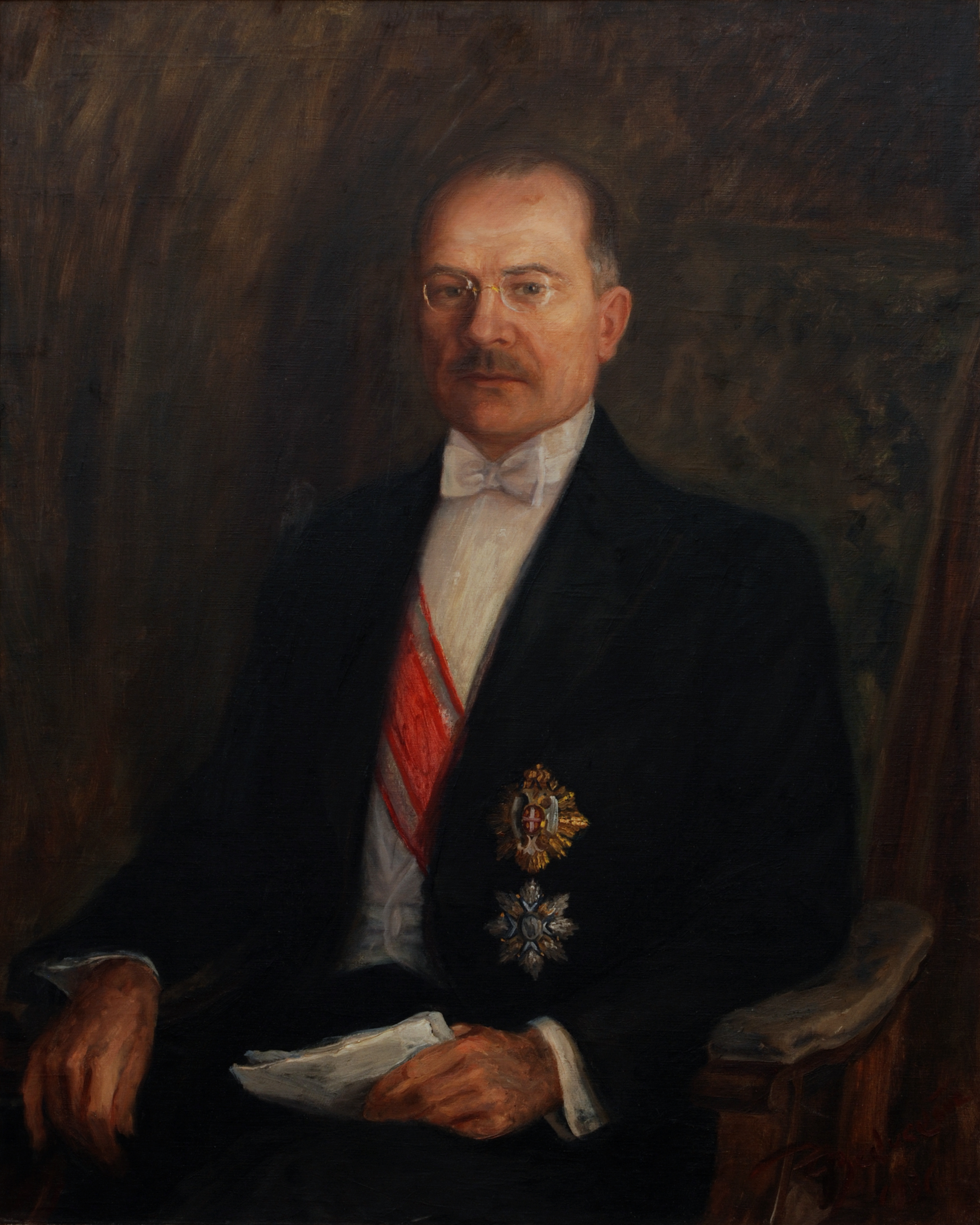
Milan Hodža

Milan Hodža (Sučany, 21 februari 1878 - Clearwater, 27 juni 1944), was een Tsjecho-Slowaaks politicus van Slowaakse afkomst.
Milan Hodža begon zijn carrière als journalist in Boedapest (1903). Hij was een leidend lid van de Agrarische Partij van de Slowaken, dat voor een autonoom Slowakije streed en het tevens opnam voor de boeren. De Agrarische Partij ontving de steun van de kleine protestantse minderheid in Slowakije (Hodža was zelf een lutheraan). De protestanten weigerden namelijk de rooms-katholieke Slowaakse Volkspartij van mgr. Andrej Hlinka te steunen.
In 1905 werd Hodža in het parlement te Boedapest gekozen. Hij streefde sindsdien naar een onafhankelijke staat voor Tsjechen en Slowaken. In 1918 was hij medestichter van Tsjecho-Slowakije. Van 1919 tot 1920 minister van Eenwording en daarna onder andere gezant in Boedapest.
In de jaren '30 werd hij partijleider van de Republikeinse Boerenpartij (ontstaan in 1922 na een fusie tussen de Tsjechische en Slowaakse Agrarische Partijen) en in die hoedanigheid keerde hij zich sterk tegen het fascisme, xenofobie en communisme.
In 1935 werd hij minister-president. Nadat Tsjecho-Slowakije te München in 1938 - omwille van de "vrede" - werd afgestaan aan de Duitsers, trad Milan Hodža als premier af.

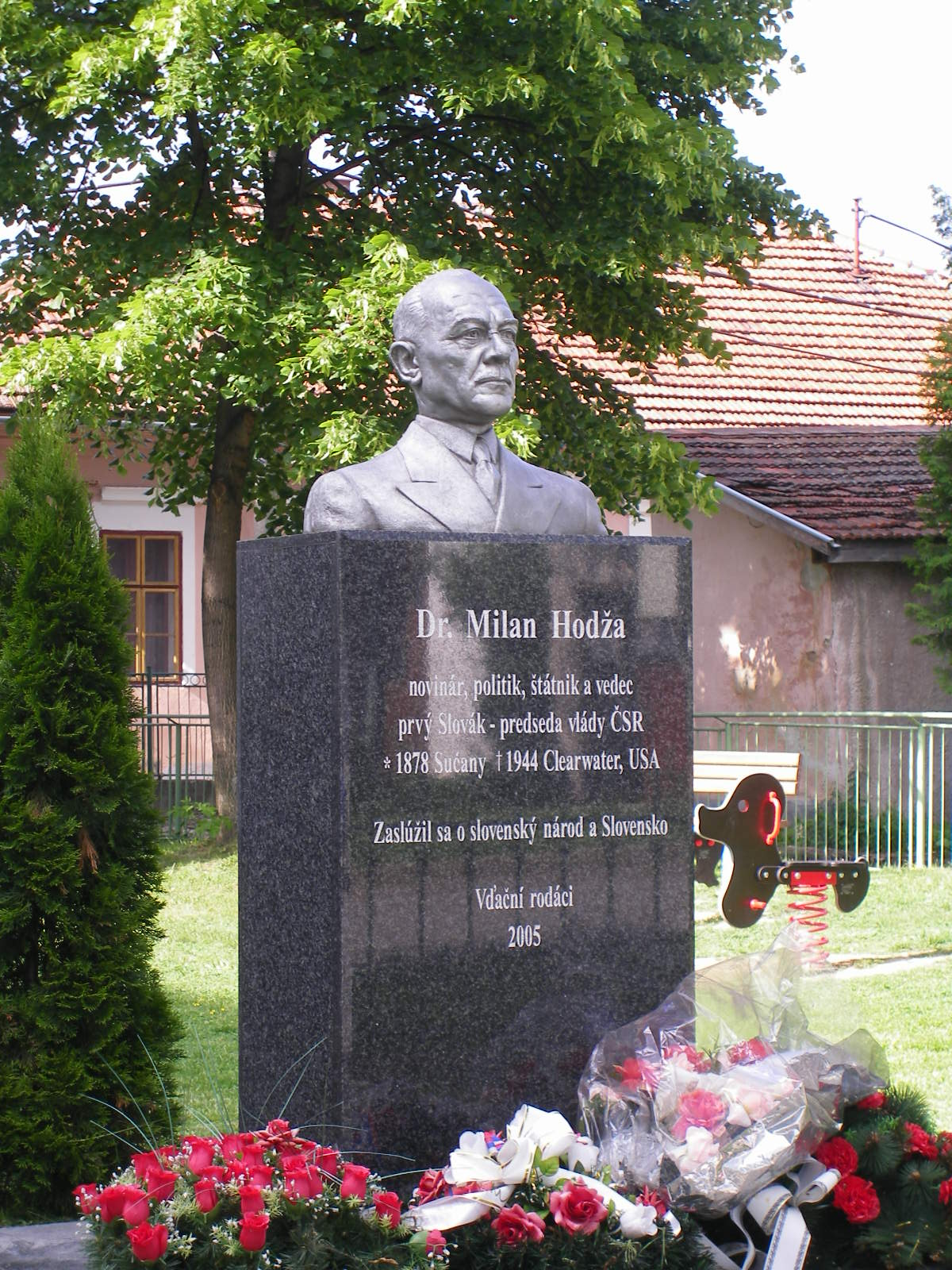

Spoedig na zijn aftreden week hij uit naar het buitenland. Hij weigerde een rol te spelen in de nieuwe "Slowaakse Republiek" - een marionettenrepubliek van nazi-Duitsland. In 1940 werd hij vicevoorzitter van het Tsjecho-Slowaaks Bevrijdingscomité, maar nadat president Edvard Benes, de voorzitter van het Bevrijdingscomité, toenadering zocht tot de Sovjet-Unie, trad Hodža vrijwillig af en vestigde zich in Clearwater (Florida), alwaar hij op 27 juni 1944 overleed.
Na zijn overlijden werd Hodža in de Verenigde Staten begraven. Na de oorlog vroeg de familie van Hodža om een herbegrafenis bij de communistische regering, deze weigerde echter aan het verzoek te voldoen. Pas in juni 2002, 58 jaar na het overlijden van Hodža kon hij worden begraven in Slowakije.